# Contea di Broome
La contea di Broome (in inglese Broome County) è una contea dell'area meridionale dello Stato di New York negli Stati Uniti. Il capoluogo è Binghamton.

## Geografia fisica
La contea si trova nel sud dello Stato, al confine con la Pennsylvania. Il territorio è prevalentemente collinare e raggiunge la massima elevazione di 634 metri ad oriente nel territorio della città di Sanford. Nell'area orientale scorre il fiume Susquehanna verso sud fino ad entrare nel territorio della Pennsylvania. Cambiando direzione e scorrendo verso nord il Suquehanna rientra nel territorio centrale della contea e spingendosi a nord bagna Binghamton che è il capoluogo di contea oltre ad esserne la città più popolosa.
Dopo Binghamton il Suquehanna piega verso occidente e bagna Endicot prima di entrare nel territorio della contea di Tioga. Il fiume Chenango scorre verso sud nell'area centrale. A Chenango Forks riceve le acque del fiume Tioughnioga e proseguendo verso sud sfocia nel Susquehanna. Nel nord è situato il lago di Whitney Point.

### Contee confinanti
- Contea di Chenango - nord-est
- Contea di Delaware - est
- Contea di Wayne (Pennsylvania) - sud-est
- Contea di Susquehanna (Pennsylvania) - sud
- Contea di Tioga - ovest
- Contea di Cortland - nord-ovest

## Storia
Quando furono istituite le Province di New York nel 1683, l'area dell'attuale contea faceva parte della contea di Albany. La contea di Broome fu istituita nel 1806 separando il territorio che ne avrebbe fatto parte dalla contea di Tioga. Fu nominata Broome in onore di John Broome che nel 1806 era vice-governatore dello Stato di New York. La città di Binghamton fu fondata nel 1802 con il nome di Chenango Point.
Nel 1911, l'azienda IBM è stata fondata nella città di Endicott.

## Città
| - Barker - town - Binghamton (capoluogo) - city - Chenango - town - Colesville - town - Conklin - town - Deposit - village - Dickinson - town - Endicott - village - Fenton - town - Kirkwood - town | - Lisle - town - Maine - town - Nanticoke - town - Port Dickinson - village - Sanford - town - Triangle - town - Union - town - Vestal - town - Whitney Point - village - Windsor - town |